# Nonowa
nonowa（ノノワ）は、東日本旅客鉄道（JR東日本）のグループ企業、JR中央線コミュニティデザインが開発運営をする駅チカ型商業施設の名称である。

## 概要
武蔵境駅〜国立駅の中央線5駅（国分寺駅を除く）に展開している。名前の由来は、豊かな自然や個性豊かな文化と駅・街とをつなぐ「武蔵野のわ『輪・和』に なりたい」という願いによる。

## 沿革
線路がある事で南北に分断されていた街、踏切待ちによる交通渋滞の解消を目的に中央線連続立体交差事業が実施された。その結果、高架下に9km、7万㎡の空間が生まれ、運営会社のJR中央ラインモールはその空間を統一したコンセプトで一体的に開発し、中央線の沿線価値を総合的に向上させる事を目的に設立された。
- 2010年12月 - 株式会社JR中央ラインモール設立。
- 2012年9月 - nonowa 西国分寺 開業
- 2013年
  - 4月 - 武蔵境駅 駅業務 受託開始
  - 5月 - nonowa 武蔵境WEST 開業
- 2014年
  - 1月 - nonowa 東小金井EAST・WEST開業
  - 4月 - nonowa 武蔵境駅間・東小金井間 順次開業
  - 5月 - 国立駅 駅業務 受託開始
- 2015年
  - 2月 - nonowa 武蔵小金井EAST 開業
  - 4月 - 東小金井駅 駅業務 受託開始、nonowa 国立EAST 開業
- 2016年
  - 4月 - nonowa 国立駅間 順次開業、nonowa 国立EAST 開業
  - 6月 - nonowa 武蔵境EAST 開業
  - 12月 - nonowa 武蔵小金井SOUTH 開業
- 2018年4月 - nonowa 武蔵小金井MUSAKO GARDEN 開業

## nonowaがある駅
西国分寺駅を除く4駅には当施設の開業と同時にSuica等のICカード専用の『nonowa口』という改札口が設けられている。
- 武蔵境駅
  - nonowa武蔵境EAST - JR中央改札・西武線改札外1,200m2に、6店舗が出店[1]。
  - nonowa武蔵境WEST - nonowa口改札外620m2に、3店舗が出店[1]。西武プロパティーズが運営するEmio武蔵境のWESTエリアと隣接している。
  - ののみちサカイ西 - 12店舗が出店。
- 東小金井駅
  - nonowa東小金井EAST -  JR中央口改札外2,870m2に、10店舗が出店[2]。
  - nonowa東小金井WEST -  nonowa口改札外1,670m2に、13店舗が出店[2]。
  - ののみちヒガコ - 13店舗が出店。
- 武蔵小金井駅
  - nonowa武蔵小金井EAST - JR中央改札外810m2に、13店舗が出店[3]。
  - nonowa武蔵小金井WEST -  nonowa口改札外に1,130m2に、10店舗が出店[3]。
  - nonowa武蔵小金井SOUTH -  4,690m2。4階立てで、9店舗が出店[3]。
  - nonowa武蔵小金井MUSAKO GARDEN -  WESTに隣接した1,400m2に、4店舗が出店[3]。
- 西国分寺駅
  - nonowa西国分寺 - ホーム・駅ナカ・改札外940m2に、16店舗が出店[4]。
- 国立駅
  - nonowa国立EAST - JR中央改札外1,830m2に、12店舗が出店[5]。
  - nonowa国立WEST -  nonowa口改札外3,340m2に、26店舗が出店[5]。
  - ののみちクニタチ西 - 4店舗が出店。